# Nickie Aiken
Nicola Jane Aiken, nata Durbin (Cardiff, 4 febbraio 1969), è una politica britannica.
Dal 2019 al 2024 è stata membro della Camera dei Comuni per il collegio di Cities of Londra and Westminster. È stata la leader del Westminster City Council dal 2017 al 2020.

## Biografia
Nata a Cardiff, è la figlia di John e Pamela Durbin. Studiò alla Radyr Comprehensive School di Cardiff e all'Università di Exeter, presso la quale si laureò con lode in sociologia nel 1991.
Si trasferì per la prima volta a Londra nel 1997. Dal 2001 al 2009 fu responsabile delle pubbliche relazioni presso Bradford & Bingley.
Nel 2006 fu eletta consigliere per il Partito Conservatore nel consiglio comunale di Westminster, in rappresentanza del quartiere di Warwick. Mantenne la carica fino alle sue dimissioni in occasione delle elezioni del 2022. Ricoprì varie cariche all'interno del consiglio, tra cui quella di presidente del consiglio comunale dal gennaio 2017 al gennaio 2020.
Votò a favore della permanenza del Regno Unito nell'Unione Europea nel referendum del 2016.
In occasione delle elezioni generali del 2019 fu scelta come candidata del Partito Conservatore per il collegio elettorale di Cities of London and Westminster. All'inizio di dicembre 2019 si cancellò dal social network Twitter, definendolo "tossico", ma poi tornò ad utilizzarlo.
Alle elezioni sconfisse Gordon Nardell del Partito Laburista e Chuka Umunna dei Liberal Democratici, fuoriuscito dai laburisti perché contrario alla leadership di Jeremy Corbyn. Ricevette 3953 voti in più rispetto a Umunna.
Alle elezioni del 2024 non venne rieletta.
Nel 2000 sposò Alexander Stuart Aiken, dal 2013 direttore esecutivo delle comunicazioni governative presso l'ufficio di gabinetto del governo del Regno Unito. La coppia ebbe un figlio e una figlia.